# Wilhelm Scheibner
Wilhelm Scheibner (Gotha, 8 de janeiro de 1826 – Leipzig, 8 de abril de 1908) foi um matemático alemão.
Scheibner estudou matemática de 1844 a 1848 na Universidade de Bonn e na Universidade de Berlim, onde frequentou aulas de Carl Gustav Jakob Jacobi. Obteve um doutorado em 1848 na Universidade de Halle, orientado por Jacobi. Habilitou-se em 1853 na Universidade de Leipzig (Über die Berechnung einer Gattung von Functionen, welche bei der Entwickelung der Störungsfunctionen erscheinen), onde foi Privatdozent, a partir de 1856 professor extraordinário e a partir de 1868 professor ordinário de matemática.
Foi membro da Academia de Ciências da Saxônia.

## Obras
- Unendliche Reihen und deren Konvergenz, Leipzig 1860.
- Beiträge zur Theorie der linearen Transformation als Einleitung in die algebraische Invariantentheorie, Leipzig 1907.
- Zur Reduktion elliptischer Integrale in reeller Form, 2 Volumes, Leipzig 1879–1880.
- Zur Theorie des Legendre-Jacobi'schen Symbol's {\displaystyle (n/m)}, 2 Volumes, Leipzig 1900–1902.